# Intèrpret de comandes de DOS
L'intèrpret de comandes de DOS (DOS Shell) és un gestor de fitxers que va debutar a la versió 4.0 de MS-DOS i PC DOS, llançada el juny de 1988. Ja no s'incloïa a la versió 6 de MS-DOS, però continuava formant part del Disc Suplementari. El Disc Suplementari es podia demanar o descarregar a través del servidor FTP de Microsoft. DOS Shell es va conservar a PC DOS fins a PC DOS 2000.

## Visió general
DOS Shell va ser un dels primers intents reeixits de crear un gestor de fitxers de tipus interfície gràfica d'usuari (GUI) bàsica en DOS, tot i que es coneix correctament com a interfície d'usuari de text (TUI) o Windows orientat a caràcters (COW) tot i que els modes gràfics estaven disponibles en el maquinari compatible (PC equipats amb VGA). L'intèrpret d'ordres s'assembla molt a una versió DOS del Gestor de fitxers que es trobava a Windows fins a les versions 3.11 i NT 3.51, i a l'Explorador de fitxers en versions posteriors.
Una primera encarnació de DOS Shell, anomenada MS-DOS Manager, es va incloure exclusivament amb l'Eazy PC, un clon de l'IBM PC fabricat per Zenith Data Systems el 1987.
A MS-DOS 4.x i 5.x, el programa s'implementava com a fitxer COM (DOSSHELL.COM). A MS-DOS 6 , l'executable tenia l'extensió de nom de fitxer.EXE ( DOSSHELL.EXE ).

## Característiques
L'intèrpret d'ordres inclou funcions comunes que es veuen en altres gestors de fitxers, com ara copiar, moure i canviar el nom de fitxers, així com la capacitat d'iniciar aplicacions amb un doble clic. L'intèrpret d'ordres es podia executar amb l'ordre " DOSSHELL ". Tenia la capacitat d'establir colors i estils simples.
L'intèrpret d'ordres també té un sistema d'ajuda, una llista de programes i un intercanviador de tasques. Com molts gestors de fitxers moderns, tenia la capacitat de mostrar llistes de directoris i fitxers de jerarquia dual, és a dir, panells esquerre i dret, que mostraven tant una llista del contingut del directori com la ruta jeràrquica del fitxer al directori de treball actual. S'admetia un ratolí, però, com qualsevol altra aplicació DOS, requeria un controlador de dispositiu adequat.
Una característica era la possibilitat de llistar tots els fitxers d'un disc dur en una sola llista alfabètica juntament amb la ruta i altres atributs. Això permetia a l'usuari comparar versions d'un fitxer en diferents directoris pels seus atributs i detectar fàcilment duplicats.

## Deficiències
El shell de DOS era incapaç de la multitasca completa. Admetia un canvi de tasques rudimentari; podia canviar entre programes que s'executaven a la memòria, a costa d'una pèrdua de rendiment. Tanmateix, tots els programes en execució havien de cabre a l'àrea de memòria convencional, ja que no hi havia suport per canviar a disc.
Amb el temps, Windows 3.1x, amb la seva pròpia interfície gràfica d'usuari, es va fer molt més popular entre els usuaris d'ordinadors. Windows era capaç de realitzar diverses tasques alhora. El rendiment del sistema era molt més alt, amb accés complet a la memòria ampliada.